# Jeruzal (powiat miński)
Jeruzal – wieś sołecka (dawnej miasto) w Polsce, położona w województwie mazowieckim, w powiecie mińskim, w gminie Mrozy.
| SIMC    | Nazwa           | Rodzaj    |
| ------- | --------------- | --------- |
| 0682809 | Jeruzal-Kolonia | część wsi |

Jeruzal uzyskał lokację miejską w 1533 roku, zdegradowany około 1820 roku. Do 1954 roku siedziba wiejskiej gminy Jeruzal.
W latach 1954–1972 wieś należała i była siedzibą władz gromady Jeruzal. W latach 1975–1998 miejscowość administracyjnie należała do województwa siedleckiego.
Miejscowość jest siedzibą parafii św. Wojciecha należącej do dekanatu siennickiego diecezji warszawsko-praskiej.

## Historia
Wieś po raz pierwszy wzmiankowana w 1426 pod nazwą Żeliszew. Od XVI do XVIII wieku własność różnych rodzin szlacheckich: Oborskich, Głogowskich, Rudzińskich, Cieszkowskich. W 1533 Oborscy otrzymali przywilej na założenie tu miasta prywatnego; erygowano także parafię. Początkowo miasto funkcjonowało pod nazwami Żeliszew oraz Łukowiec. Pozbawiona podstaw gospodarczego rozwoju lokacja, położona w odległości zaledwie kilku kilometrów od 4 innych miast – Latowicza, Kuflewa, Seroczyna i Wodyń – nigdy się nie rozwinęła. W XVII w. miasto liczyło zaledwie 150 mieszkańców. Sytuacji nie zmieniło nadanie miejscowości nazwy Jeruzalem, która ostatecznie przekształciła się w dzisiejszą formę. W okresie kontrreformacji i po potopie szwedzkim miasto stanowiło lokalny ośrodek pielgrzymkowy. W 1810 Jeruzalem liczył jednak wciąż tylko 198 mieszkańców i około 1820 utracił ostatecznie prawa miejskie.
23 marca 1948 roku oddział Narodowych Sił Zbrojnych dowodzony przez porucznika Zygmunta Jezierskiego przeprowadził napad na miejscowy posterunek Milicji Obywatelskiej.

## Zabytki

### Kościół
Wraz z założeniem parafii w XVI wieku wybudowano pierwszy kościół drewniany, który uległ zniszczeniu. Na jego miejscu, w latach 1757–1758 wzniesiono nowy drewniany kościół na planie krzyża z dobudowaną zakrystią. Dach dwuspadowy, kryty gontem. Między nawą a prezbiterium znajduje się charakterystyczny dla tego typu budownictwa łuk tęczowy, a na nim krucyfiks oraz rzeźby Matki Boskiej i św. Jana z XVI wieku. Całe wnętrze bogato zdobione w stylu barokowym, choć zawiera też elementy rokokowe (np. chrzcielnica). Przebudowany w niewielkim stopniu w XIX w.

### Pozostałe
- drewniana dzwonnica z XVIII wieku
- klasycystyczny łuk triumfalny – mauzoleum Floriana Cieszkowskiego zbudowane ok. 1798
- budynek z ok. 1920 mieści się obecnie filia Gminnej Biblioteki Publicznej w Mrozach. Dawniej był siedzibą urzędu gminy
- relikt miejskiego układu przestrzennego w postaci prostokątnego rynku o zachowanym do dziś średniowiecznym, prostokątnym układzie, o wymiarach 100 na 120 m, usytuowanym na przecięciu głównych dróg

## Film
W Jeruzalu kręcone były zdjęcia do serialu telewizyjnego Ranczo oraz do filmu Ranczo Wilkowyje. Najważniejsze obiekty związane z tymi dziełami to:
- apteka Więcławskiego (ul. Browarna 2) – powstała w szóstym sezonie; rozpoczął się tutaj romans Ryszarda Polakowskiego z Haliną,
- chata zielarki (ul. Browarna 25, w pobliżu lasu) – zamieszkiwała tu zielarka Zofia,
- kościół parafialny (Rynek 2) – miejsce służby proboszcza Piotra Kozioła (Cezary Żak),
- nowa szkoła (ul. Szkolna 8) – miejsce wyborów wójta i rady gminy,
- plebania (funkcja autentyczna, Rynek 2) – miejsce zamieszkania księży i gosposi Michałowej,
- salka parafialna (przy plebanii, w rzeczywistości dawna organistówka) – miejsce prowadzenia lekcji języka angielskiego przez Lucy,
- sklep Krystyny Więcławskiej "U Krysi" wraz z ławeczką (Rynek 16) – miejsce sprzedaży wina "Mamrot" i piwa "Tur" i punkt, w którym przesiadują bohaterowie, a policjant kupuje pasztetową; jednym z bywalców ławeczki był Jan Japycz (Leon Niemczyk zmarły w 2006 w trakcie realizacji serialu). Na jego cześć bohaterowie dzieła remontują gminny budynek z przeznaczeniem na restaurację "U Japycza" (była to w rzeczywistości remiza strażacka w Strachominie koło Latowicza)[12].

## Jeruzal jakoWilkowyjewserialu Ranczo

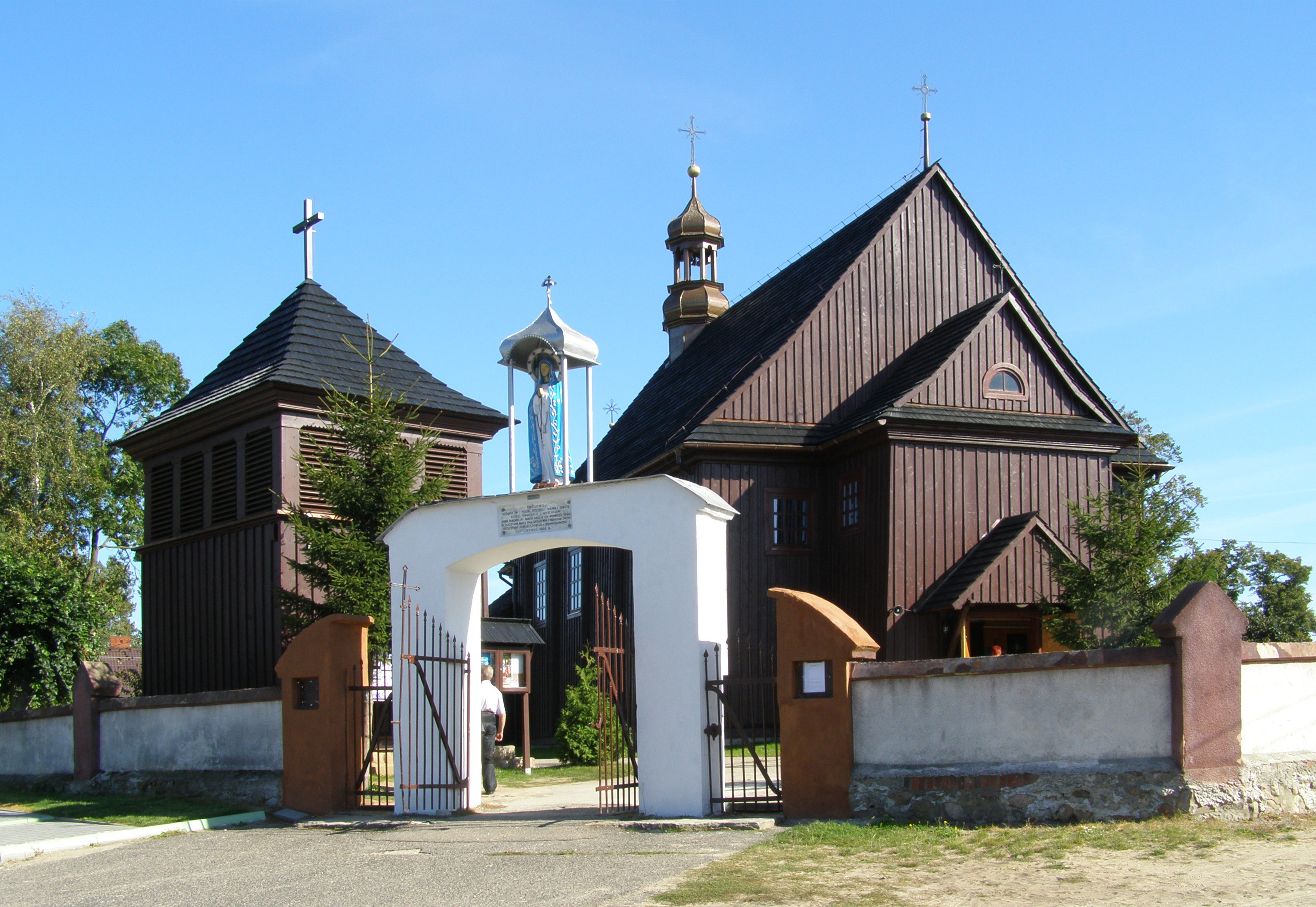
Kościół brama, fasada i dzwonnica
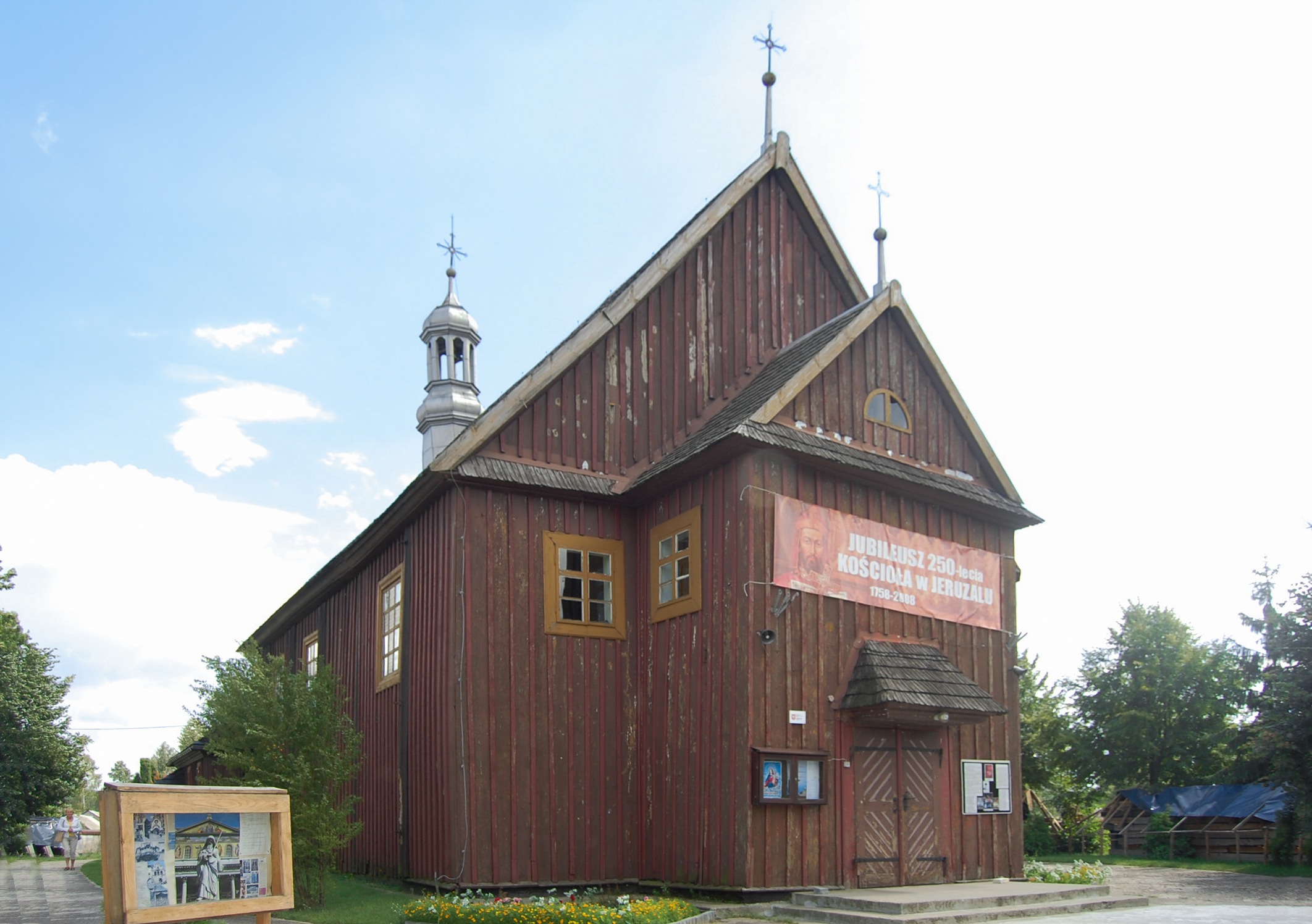
250-lecie kościoła (2008)
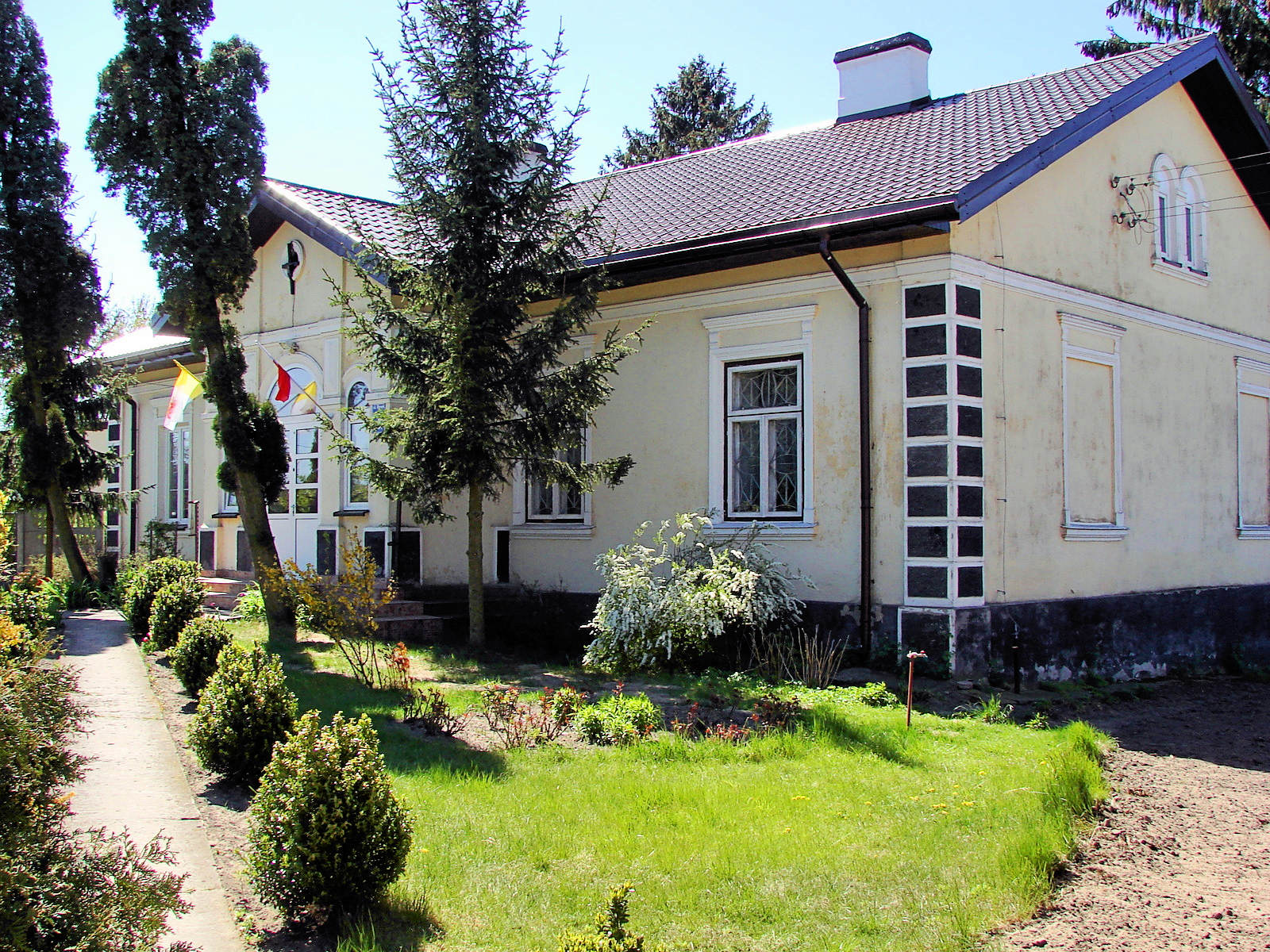
Plebania
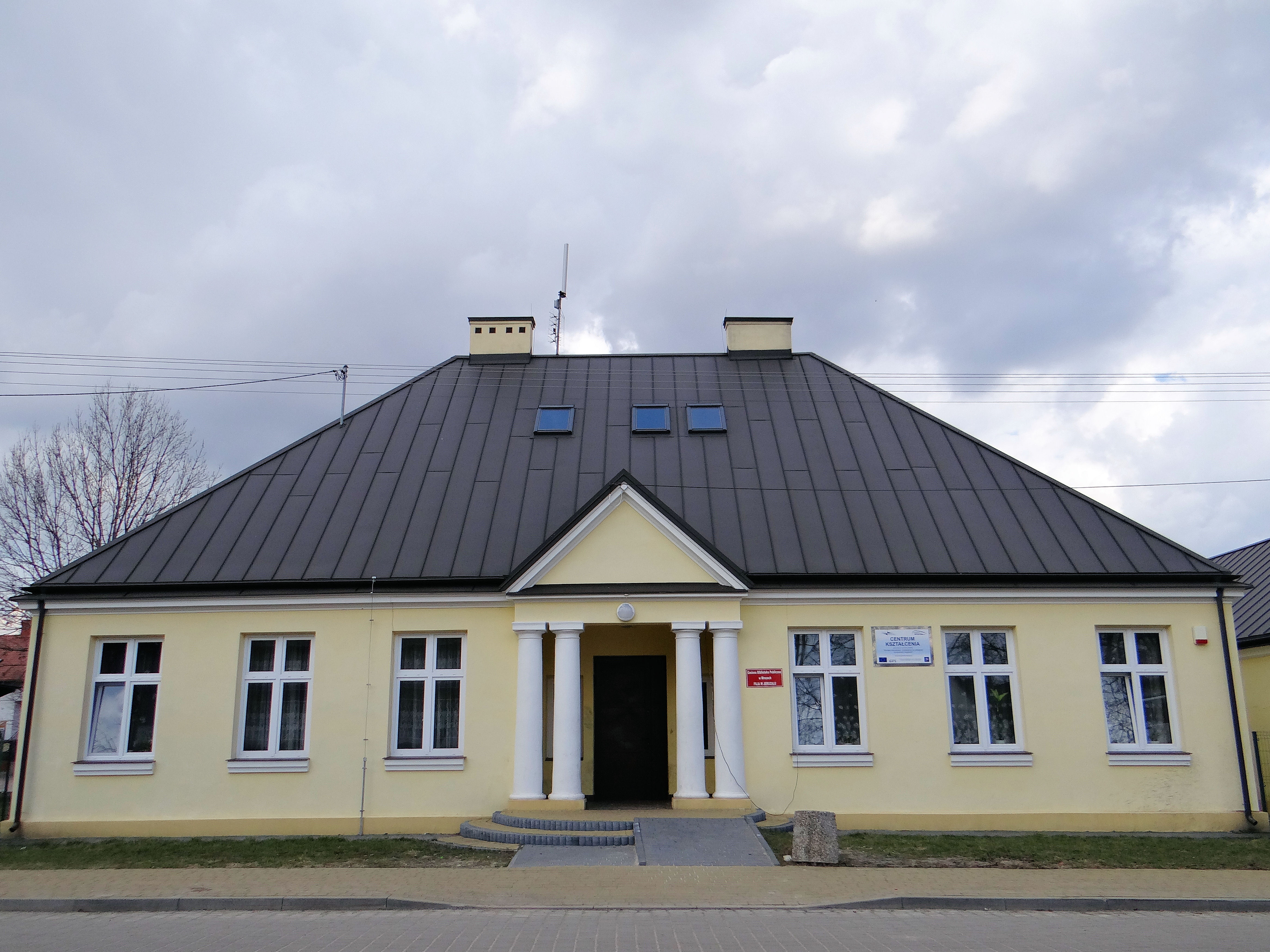
Gminna Biblioteka Publiczna
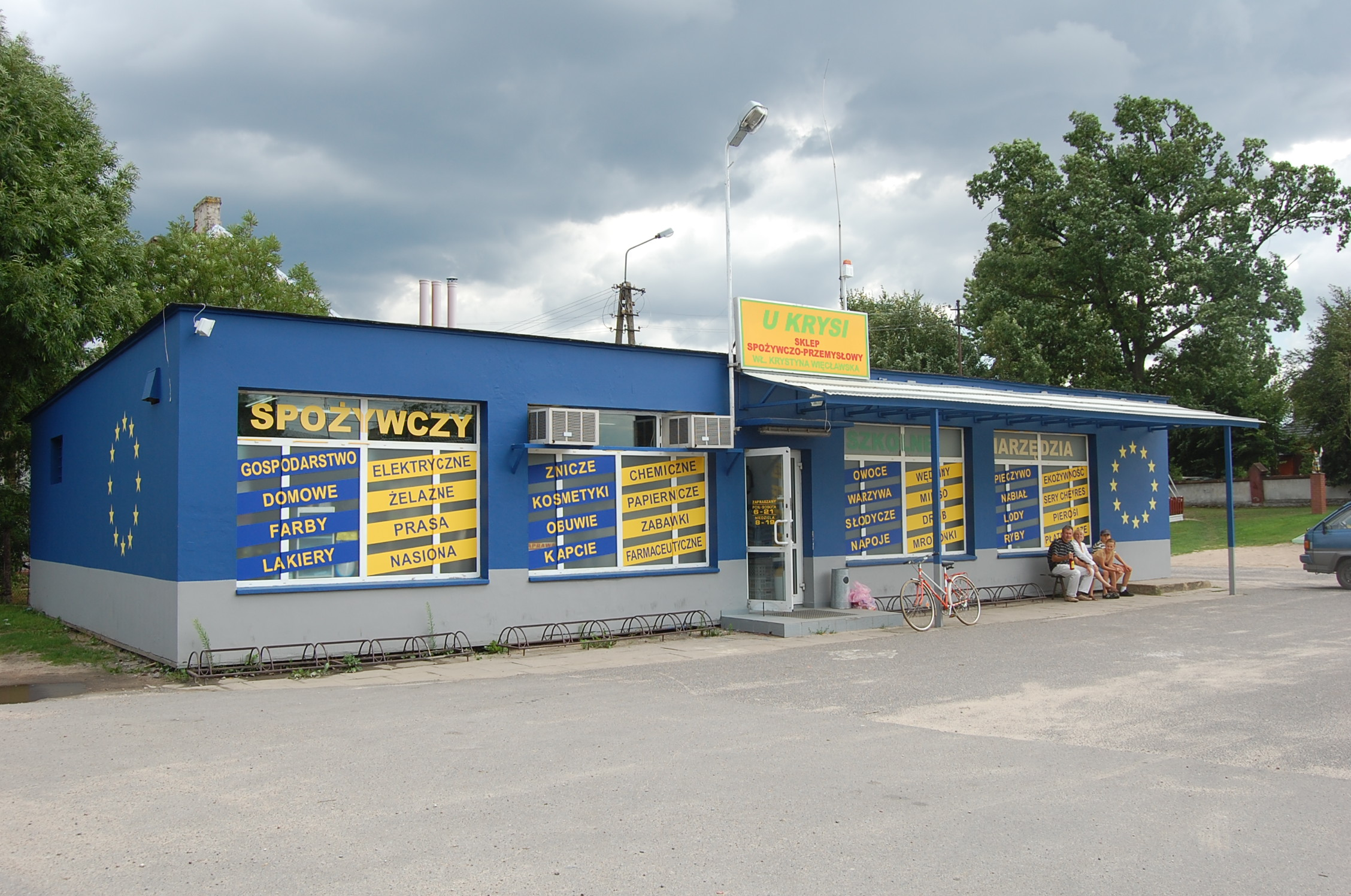
Sklep Więcławskiej
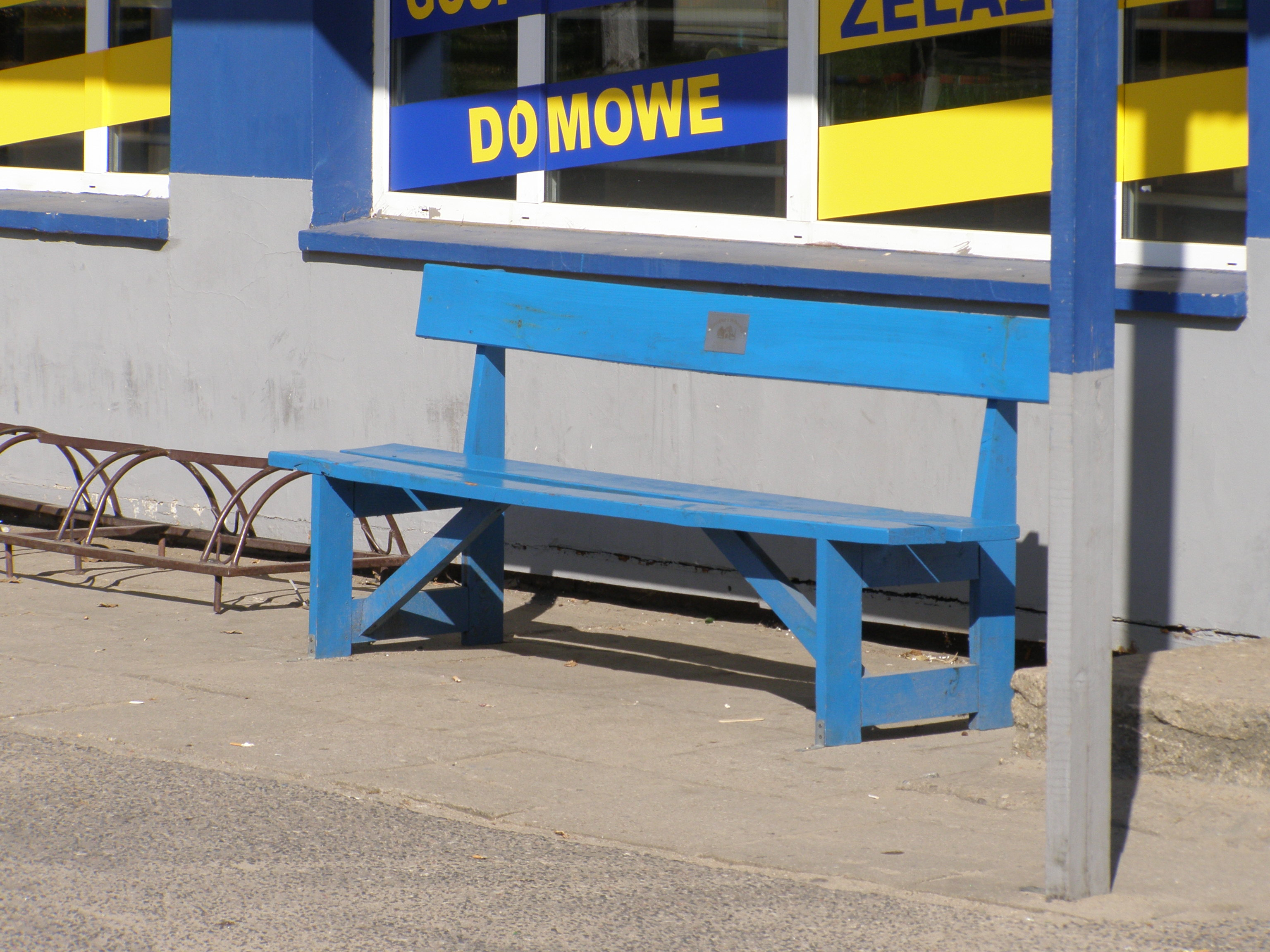
Ławeczka przed sklepem
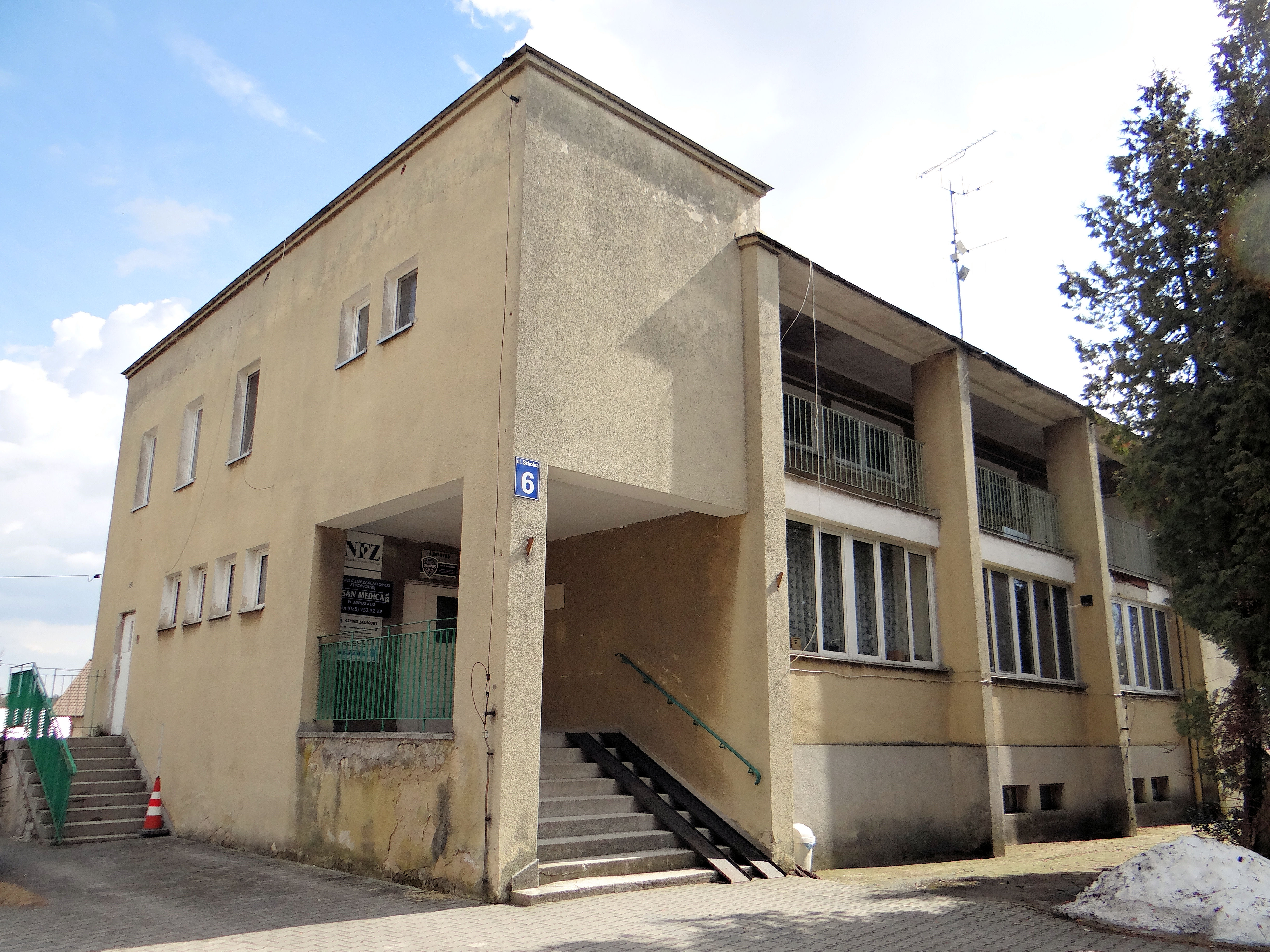
Przychodnia zdrowia
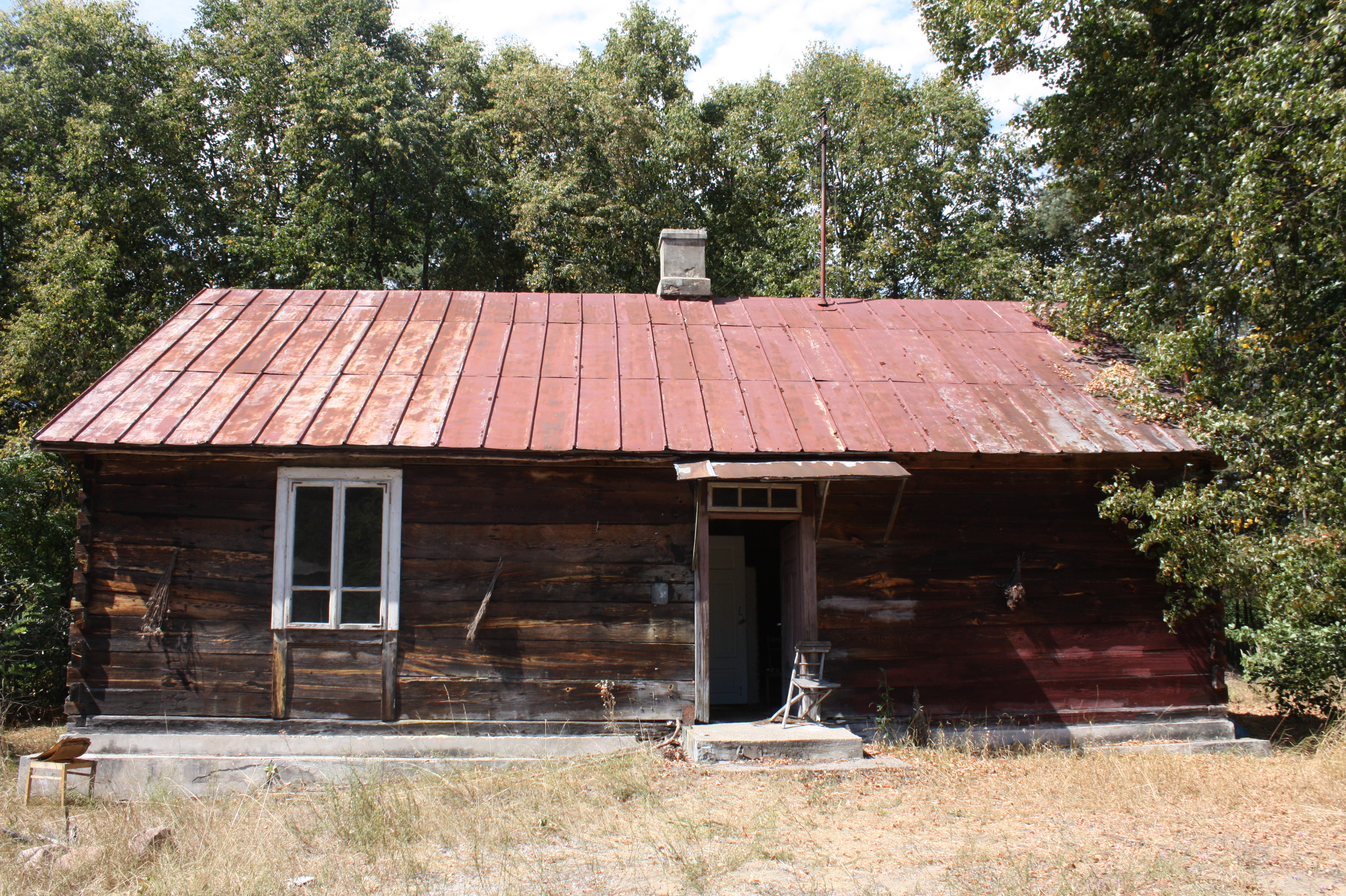
Dom Babki
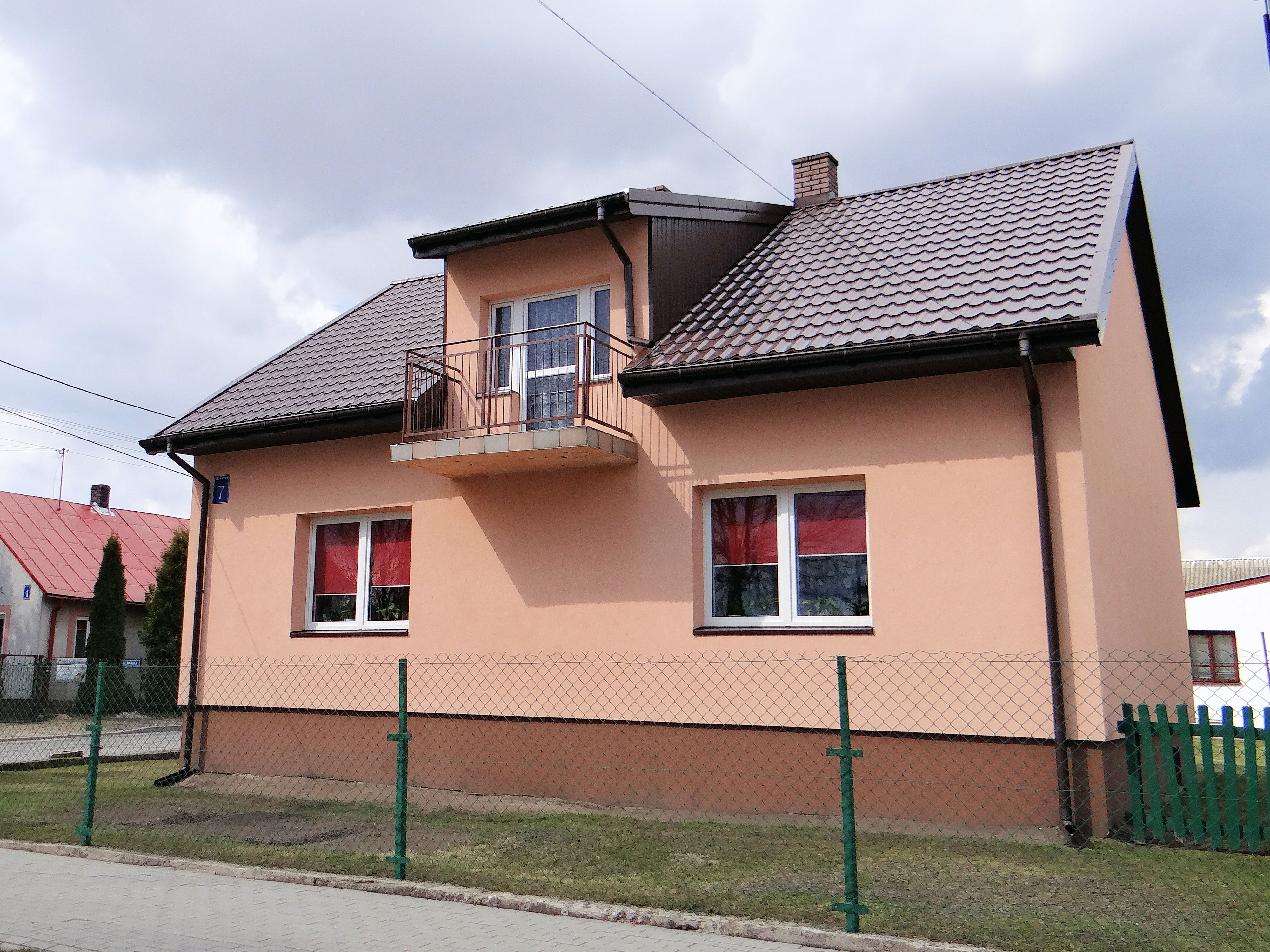
Stary dom Więcławskich
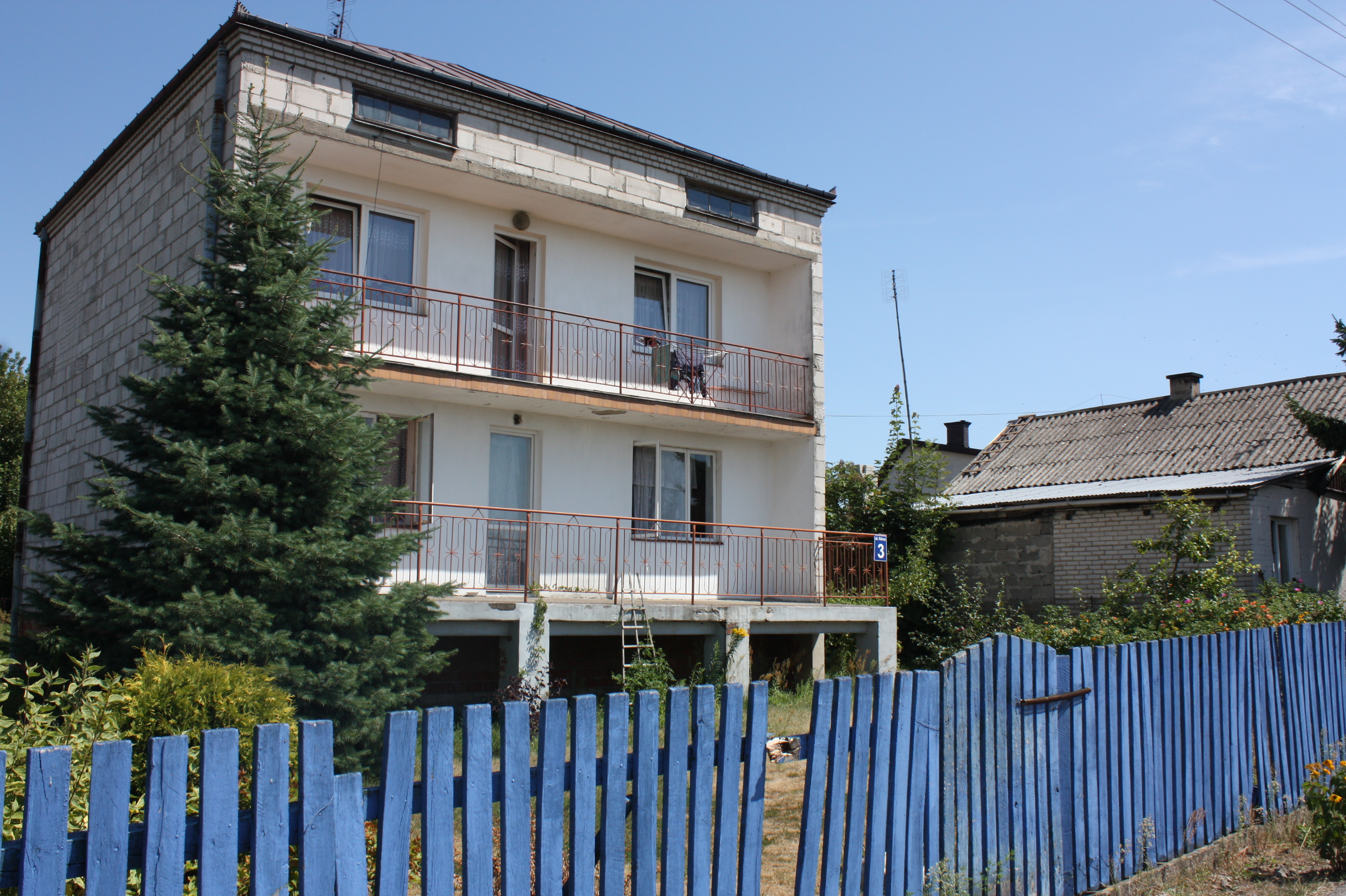
Biuro Senatora Kozioła